# Metanosulfonato de etilo

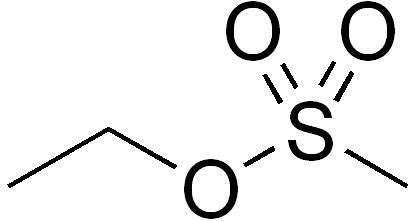
Estructura química del metanosulfonato de etilo.

Metanosulfonato de etilo, etilmetanosulfonato o EMS, éster etílico del ácido metanosulfónico o mesilato de etilo es un compuesto químico con propiedades de mutágeno, teratógeno y posiblemente carcinógeno que posee la fórmula química C3H8O3S. En español, sería más correcto nombrarlo como metanosulfonato de etilo o MSE, dado que es un éster del ácido metanosulfónico. "Etilmetanosulfonato" supone la traducción directa del inglés "ethyl methanesulfonate".
Produce mutaciones puntuales por sustitución de nucleótidos, especialmente por alquilación de guaninas. Induce la aparición de dichas mutaciones con una tasa de 5x10-4 a 5x10-2 por gen, sin excesivos casos de muerte en el individuo. Esto se produce porque el grupo etilo ataca a las guaninas del ADN, dando lugar a la base anormal O-6-etilguanina, que, durante la replicación, produce el error de la ADN polimerasa, que introduce timina como base complementaria en vez de citosina, su complementaria en el silvestre. De este modo, un par G:C acaba convirtiéndose, tras dos replicaciones, en uno A:T.
En genética se emplea el EMS como agente mutágeno, especialmente en técnicas de genética inversa como el tilling.

## Contaminación del medicamento Viracept®
La Agencia Española de Medicamentos y Productos Sanitarios en 2007, sobre la contaminación con mesilato de etilo durante el proceso de fabricación de varios lotes del antirretroviral Viracept® (nelfinavir) y en 2008 que no existía un riesgo incrementado de cáncer o malformaciones congénitas para los pacientes que fueron expuestos al medicamento contaminado.